# Kato Korogona
Kato Korogona (grec moderne : Κάτω Κορογόνα) est un site naturel protégé Natura 2000, situé à côté du village de Demonía appartenant au Dème de Monemvasia dans le district régional de Laconie en Grèce .